# Момчило Живковић
Проф. др Момчило Живковић дипломирао је 1969, магистрирао економске науке 1971, и докторирао економске науке од 1980, све на Економском факултету у Београду.
Професионално искуство је стицао у разним привредним предузећима, научно-истраживачким и образовним институцијама. Радио је у Институту за економику инвестиција (1970–1976), Председништву СФРЈ (1977–1981), Институту „Гоша“ (1982–1988), Скуштини Града Београда (1988–1992) и холдинг компанији "Слободна зона Београд" (1992–1999).
Предавао је на Вишој пословној школи Београд (Београдска пословна школа), Вишој школи за спољну трговину у Бијељини, Економском факултету у Бањој Луци и Факултету за менаџмент у Зајечару.
Члан је Научног друштва економиста Србије и Црне Горе и уређивачког одбора часописа Мегатренд ревија.
Предмети по факултетима:
- Факултет за пословне студије у Београду: Економика пословања и Организационо понашање

На Факултет за пословне студије у Београду обавља дужности Шефа катедре за менаџмент и продекана за последипломске студије.

## Радови
- 1998. Економика предузећа, Привредни преглед, Београд (коаутор)
- 2002. Међународна шпедиција, транспорт и осигурање, Београд (коаутор)
- 2002. Практикум из економике пословања, Мегатренд, Београд (коаутор)
- 2002. Економика пословања, треће издање, Мегатренд, Београд
- 2003. Економика пословања - практикум, Београд (коаутор)
- 2003. Организационо понашпање, Београд (коаутор)